# Ole Kristian Furuseth
Ole Kristian Furuseth (Oslo, 7 gennaio 1967) è un ex sciatore alpino norvegese attivo in Coppa del Mondo dal 1987 al 2002, specialista delle prove tecniche e vincitore di due Coppe del Mondo di slalom gigante e di medaglie olimpiche e iridate.
Originario di Jessheim e soprannominato "Furumyra", Furuseth fu uno dei primi esponenti dell'emergente squadra norvegese di sci alpino, che iniziò ad affermarsi con continuità nei primi anni 1990. Prima di allora la Norvegia, nazione con grandissime tradizioni negli sport invernali, nello sci alpino aveva ottenuto risultati di rilievo soltanto saltuariamente. Nella sua lunga carriera agonistica, chiusa il 9 marzo 2002 dopo sedici stagioni in Coppa del Mondo, ottenne 9 vittorie e 32 podi nel massimo circuito internazionale.

## Biografia

### Carriera sciistica

#### Stagioni 1985-1991
Furuseth debuttò in campo internazionale ai Mondiali juniores di Jasná 1985; in Coppa del Mondo ottenne in slalom gigante il primo piazzamento di rilievo, il 16 dicembre 1986 sulla 3-Tre di Madonna di Campiglio (10º), e il primo podio, il 17 gennaio 1989 sulla Chuenisbärgli di Adelboden (2º). Nel 1989 esordì ai Campionati mondiali, classificandosi 12º nel supergigante, 8º nello slalom gigante e 6º nello slalom speciale della rassegna iridata di Vail, e vinse la sua prima gara in Coppa del Mondo, il 5 marzo a Furano in slalom speciale. A fine stagione, con cinque podi complessivi e due vittorie, risultò vincitore della sua prima Coppa del Mondo di slalom gigante (a pari merito con lo svizzero Pirmin Zurbriggen) e 4º nella classifica generale.
La stagione 1989-1990 fu la migliore di Furuseth in Coppa del Mondo: ottenne una sola vittoria ma sei podi complessivi, vinse nuovamente la coppa di cristallo di slalom gigante (ancora a pari merito, questa volta con l'austriaco Günther Mader) e si classificò 2º sia nella classifica generale, a 123 punti da Zurbriggen, sia in quella di slalom speciale, a 55 punti da Armin Bittner. Nel 1991 ai Mondiali di Saalbach-Hinterglemm vinse la medaglia di bronzo nello slalom speciale e si classificò 4º sia nel supergigante sia nello slalom gigante; in Coppa del Mondo fu ancora 2º nella classifica di slalom speciale (con 8 punti in meno di Marc Girardelli) e 5º in quella generale, con cinque podi (due le vittorie, colte sui prestigiosi tracciati 3-Tre di Madonna di Campiglio e Podkoren di Kranjska Gora).

#### Stagioni 1992-2002
Nel 1992 vinse lo slalom gigante della Chuenisbärgli di Adelboden (il 22 gennaio) ed esordì ai Giochi olimpici invernali: ad Albertville 1992 fu 4º nel supergigante, 5º nello slalom gigante, 7º nella combinata e non concluse lo slalom speciale. L'anno dopo ai Mondiali di Morioka si classificò 10º nello slalom gigante e 14º nello slalom speciale, mentre ai XVII Giochi olimpici invernali di Lillehammer 1994 non portò a termine né lo slalom gigante né lo slalom speciale. Specializzatosi nello slalom speciale, gareggiò sia ai Mondiali della Sierra Nevada del 1996, sia a quelli di Sestriere del 1997, classificandosi rispettivamente al 7º e al 4º posto; nella stessa specialità ai XVIII Giochi olimpici invernali di Nagano 1998 vinse la medaglia d'argento, dietro al compagno di squadra Hans Petter Buraas.
Il 19 marzo 2000 colse a Bormio in slalom speciale la sua ultima vittoria, nonché ultimo podio, in Coppa del Mondo; in quella stagione tornò ai vertici del circuito, con cinque podi complessivi e il secondo posto nella classifica di specialità (a 44 punti da Kjetil André Aamodt). In seguito prese ancora parte a una rassegna iridata, Sankt Anton am Arlberg 2001 (11º nello slalom speciale), e a una olimpica, Salt Lake City 2002 (9º nello slalom speciale) e si ritirò al termine della stagione 2001-2002; la sua ultima gara in carriera fu lo slalom speciale di Coppa del Mondo disputato il 9 marzo 2002 a Flachau e chiuso da Furuseth al 16º posto.

### Altre attività
Ritiratosi dalle competizioni, Furuseth lavora nel settore immobiliare e turistico.

## Palmarès

### Olimpiadi
- 1 medaglia:
  - 1 argento (slalom speciale a Nagano 1998)

### Mondiali
- 1 medaglia:
  - 1 bronzo (slalom speciale a Saalbach-Hinterglemm 1991)

### Coppa del Mondo
- Miglior piazzamento in classifica generale: 2º nel 1990
- Vincitore della Coppa del Mondo di slalom gigante nel 1989 e nel 1990
- 32 podi:
  - 9 vittorie (3 in slalom gigante, 6 in slalom speciale)
  - 16 secondi posti
  - 7 terzi posti

#### Coppa del Mondo - vittorie
| Data             | Località             | Paese         | Specialità |
| ---------------- | -------------------- | ------------- | ---------- |
| 5 marzo 1989     | Furano               | Giappone      | SL         |
| 9 marzo 1989     | Shigakōgen           | Giappone      | GS         |
| 23 novembre 1989 | Park City            | Stati Uniti   | GS         |
| 18 dicembre 1990 | Madonna di Campiglio | Italia        | SL         |
| 22 dicembre 1990 | Kranjska Gora        | Jugoslavia    | SL         |
| 22 gennaio 1992  | Adelboden            | Svizzera      | GS         |
| 15 marzo 1995    | Bormio               | Italia        | SL         |
| 1º marzo 1998    | Yongpyong            | Corea del Sud | SL         |
| 19 marzo 2000    | Bormio               | Italia        | SL         |

Legenda:

GS = slalom gigante

SL = slalom speciale

### Coppa Europa
- 2 podi (dati dalla stagione 1994-1995):
  - 1 vittoria
  - 1 secondo posto

#### Coppa Europa - vittorie
| Data          | Località | Paese   | Specialità |
| ------------- | -------- | ------- | ---------- |
| 11 marzo 1995 | Villaco  | Austria | SL         |

Legenda:

SL = slalom speciale

### Campionati norvegesi
- 18 medaglie (dati dalla stagione 1984-1985)[2]:
  - 9 ori (supergigante, slalom gigante, slalom speciale nel 1989; slalom gigante, slalom speciale nel 1990; slalom gigante nel 1991; slalom speciale nel 1995; slalom speciale nel 1997; slalom speciale nel 2000)[3]
  - 6 argenti (slalom gigante[senza fonte] nel 1988; supergigante[senza fonte] nel 1990; supergigante[senza fonte] nel 1992; slalom speciale nel 1996; slalom speciale nel 1998; slalom speciale nel 1999)
  - 3 bronzi (slalom gigante[senza fonte] nel 1985; slalom speciale[senza fonte] nel 1988; slalom gigante[senza fonte] nel 1992)